# 青木繁吉
青木 繁吉（あおき しげきち、1886年12月21日 - 1971年4月21日）は日本の実業家。太陽石油の創業者。

## 来歴・人物
明治19年12月21日高知県高岡郡高岡村（現土佐市）で生まれる。姉の嫁ぎ先に丁稚奉公をしたことがきっかけで商売の道に入り、明治41年に自身の名字を入れた「青木石油店」を高岡に開業。天秤棒を担ぎながら灯油を売り歩く日々を送る。しかし大正4年に経済の発展から将来性が見込めるとして、経営の拠点を愛媛県八幡浜に移し、石油製品の小売業へ転換。さらに独自の精製方法やオリジナルブランドを開発し、販路拡大を始める。大正9年に原油輸送の要であるタンカーを木製ながら自前で建造し、石油元売りに打って出る。これが成功して大正14年には「青木運送」を設立して海運業にも進出。昭和5年に青木運送を株式会社化したの機に青木石油に名称変更。昭和16年ミカド製油、松岡石油と統合して太陽石油を発足、代表者となる。終戦後の昭和33年には当時困難と思われていた旧ソ連からの原油輸入を実現させ、石油業界から注目されることになり、昭和35年に東京へ本社を移す。昭和46年4月21日没。墓所は多磨霊園。